# イアン・バネン
イアン・バネン（Ian Bannen,  1928年6月29日 - 1999年11月3日）は、スコットランドの俳優。

## 来歴
スコットランド・ノース・ラナークシャー・エアドリーの生まれ。父親は弁護士。大学在学中、陸軍に入隊していた。
1947年にダブリンの劇場で初舞台に立つ。その後、ロイヤル・シェイクスピア・カンパニーに入団。イギリス人が持つ渋みのある脇役で知られた。1965年には、『飛べ!フェニックス』で第38回アカデミー助演男優賞にノミネートされた。1999年、『ウェイクアップ!ネッド』で第3回ゴールデン・サテライト賞主演男優賞（ミュージカル・コメディ部門）を受賞した。
1999年11月3日、休暇を過ごすため、妻の運転する車でインヴァネスからフォート・オーガスタスへ向かう途中、ネス湖付近で事故に遭い死亡した。71歳。妻は軽傷で済んだ。

## 主な出演作品
- 歩兵の前進 Private's Progress (1956)
- 揚子江死の脱走 Yangtse Incident: The Story of H.M.S. Amethyst (1957)
- 白昼の情事 Station Six-Sahara (1962)
- ジャングル・モーゼ Mister Moses (1965)
- 丘 The Hill (1965)
- 飛べ!フェニックス The Flight of the Phoenix (1965)
- 美人泥棒 Penelope (1966)
- ジブラルタルの追想 The Sailor from Gibraltar (1967)
- 燃える戦場 Too Late the Hero (1970)
- ジェーン・エア Jane Eyre (1970)
- 恐怖の子守歌 Fright (1971)
- デザーター/特攻騎兵隊 The Deserter (1971)
- 怒りの刑事 The Offence (1972)
- マッキントッシュの男 The MacKintosh Man (1973)
- 旅路 Il Viaggio (1974)
- サイコティック Identikit (1974)
- 弾丸を噛め Bite the Bullet (1975)
- ナザレのイエス Gesù di Nazareth (1977)
- 地獄のバスターズ Quel Maledetto Treno Blindato (1978)
- ティンカー、テイラー、ソルジャー、スパイ Tinker, Tailor, Soldier, Spy (1979) TVシリーズ
- 呪われた森 The Watcher in the Woods (1980)
- 気球の8人 Night Crossing (1981)
- 針の眼 Eye of the Needle (1981)
- ガンジー Gandhi (1982)
- ゴーリキー・パーク Gorky Park (1983)
- ダウニング街の陰謀 Defence of the Realm (1985)
- 戦場の小さな天使たち Hope and Glory (1987)
- ギャンブル/愛と復讐の賭け La partita (1988)
- キャプテン・キッドの宝島 George's Island (1989)
- ゴースト・パパ Ghost Dad (1990)
- ダメージ Damage (1992)
- ブレイブハート Braveheart (1995)
- ウェイクアップ!ネッド Waking Ned (1998)
- ジョージ・ベスト/伝説のドリブラー Best (2000)